# Scellus knowltoni
Scellus knowltoni är en tvåvingeart som beskrevs av Harmston 1939. Scellus knowltoni ingår i släktet Scellus och familjen styltflugor.
Artens utbredningsområde är Montana. Inga underarter finns listade i Catalogue of Life.